# The Bible (2013)
The Bible is een televisieserie, geproduceerd door Roma Downey en Mark Burnett met een budget onder 22 miljoen dollar. De serie is een live-action- en computeranimatiefilm en is opgenomen in Marokko en elders. Het verhaal is gebaseerd op de Bijbel en ging 3 maart 2013 in première in de Verenigde Staten. In de serie worden de Bijbelse verhalen verteld zoals de Ark van Noach, de Exodus, en de geboorte, dood en opstanding van Jezus. De EO heeft de rechten gekocht om de serie in Nederland uit te zenden.
Vanaf 11 mei 2014 was de serie bij de Evangelische Omroep te zien op Nederland 2.

## Rolverdeling
| Acteur           | Personage      | Nederlands      |
| ---------------- | -------------- | --------------- |
| Diogo Morgado    | Jesus Christ   | Jezus Christus  |
| Darwin Shaw      | Peter          | Petrus          |
| Paul Brightwell  | Malchus        |                 |
| Roma Downey      | Mother Mary    | Moeder Maria    |
| Greg Hicks       | Pontius Pilate | Pontius Pilatus |
| Sebastian Knapp  | John           | Johannes        |
| Amber Rose Revah | Mary Magdalene | Maria Magdalena |
| Adrian Schiller  | Caiaphas       |                 |
| William Houston  | Moses          | Mozes           |

## Afleveringen
History (Verenigde Staten)
- 1. In The Beginning / Exodus (3-3-2013)
- 2. Homeland / Kingdom (10-3-2013)
- 3. Survival / Hope (17-3-2013)
- 4. Mission / Betrayal (24-3-2013)
- 5. Passion / Courage (31-3-2013)

EO (Nederland)
- 1. In het begin (11-5-2014)
- 2. Exodus (18-5-2014)
- 3. Het beloofde land (25-5-2014)
- 4. Koninkrijk (1-6-2014)
- 5. Overleven (8-6-2014)
- 6. Hoop (15-6-2014)
- 7. Missie (22-6-2014)
- 8. Verraad (29-6-2014)
- 9. De kruisiging (6-7-2014)
- 10.  Moed (13-7-2014)

| # | Titel             |       |  |
| --- | ----------------- | ----- |  |
| 1 | In het begin      | 13.10 |  |
| In de eerste aflevering komen de schepping, het verhaal van Adam en Eva en de zondvloed aan bod. Deze verhalen worden echter zeer kort besproken, want bijna de gehele aflevering draait om het personage van Abraham: de belofte van God aan Abraham, de verwoesting van Sodom en Gomorra, de geboorte van zijn zoon Ismaël met Hagar, de geboorte van Isaak met Sara. Op het einde van de aflevering wordt Mozes voorgesteld. |                   |       |  |
| 2 | Exodus            | 10.80 |  |
| Deze aflevering handelt bijna uitsluitend over Mozes; de verschijning van God aan Mozes in de brandende struik, de terugkeer van Mozes naar Egypte, de tien plagen over Egypte en de ontvangst van de tien geboden op de Sinaïberg. In het laatste deel krijgt Jozua de hoofdrol, hij krijgt de leiding over de Israëlieten en bespiedt de stad Jericho.                                                                        |                   |       |  |
| 3 | Het beloofde land | 10.80 |  |
| Het verhaal van Samson en Delila staat centraal in deze aflevering, na het korte stuk over de verovering van Jericho door Jozua. |                   |       |  |
| 4 | Koninkrijk        | 10.80 |  |
| Deze aflevering gaat over het aanstellen van koningen. Saul wordt door Samuel aangesteld als koning, dit leidt tot een oorlog. Daarna komt het verhaal van David en Goliath aan bod. De rest van de aflevering is toegewijd aan koning David, zijn slippertje met Batseba en de geboorte van zijn zoon Salomo. |                   |       |  |
| 5 | Overleven         | 10.90 |  |
| Het verhaal dat de aflevering domineert is dat van Daniël die voor de leeuwen gegooid wordt. De aflevering sluit af met de bevrijding van de Joden uit Babylon naar Jeruzalem. |                   |       |  |
| 6 | Hoop              | 10.90 |  |
| Vanaf de zesde aflevering verschijnt Jezus op het toneel. Deze aflevering bevat de bekendste verhalen over Jezus, namelijk de verschijning van de engel Gabriël aan Maria, de geboorte van Jezus in Bethlehem, het bevel van koning Herodes I om alle kinderen te doden, de doop van Jezus door Johannes de Doper, Jezus die getart wordt door Satan in de woestijn en het roepen van Petrus, de visser.                        |                   |       |  |
| 7 | Missie            | 10.30 |  |
| Jezus verzamelt de andere apostelen en verkrijgt aanzien in steden door het verrichten van wonderen. Hij treedt Jeruzalem binnen op een ezel en verklaart dat hij de Messias is. |                   |       |  |
| 8 |                   | 10.30 |  |
| Deze aflevering gaat uitsluitend over het verraad van Judas. Jezus houdt het Laatste Avondmaal, wetende dat hij door een van zijn apostelen verraden zal worden. Hij wordt uiteindelijk gevangengenomen. |                   |       |  |
| 9 | De kruisiging     | 11.70 |  |
| De vrouw van Pontius Pilatus waarschuwt hem dat hij Jezus niet mag doden, Pilatus laat het oordeel over aan het volk. Jezus wordt ter dood veroordeeld, vervolgens komt de kruisiging en de begrafenis van Jezus aan bod. |                   |       |  |
| 10 | Moed              | 11.70 |  |
| Maria Magdalena gaat naar het graf van Jezus, dit blijkt tot haar grote verbazing leeg te zijn. Jezus geeft aan zijn apostelen de opdracht over hem te gaan prediken tegen iedereen voordat hij naar de hemel opstijgt. Deze aflevering draait om te verrijzenis van Jezus. |                   |       |  |

## Verschillen met de Bijbel
- De drie zonen van Noach, Sem, Cham en Jafet, worden in de serie voorgesteld als jongens, terwijl ze in de Bijbel al honderd jaar oud en getrouwd zijn.
- In de Bijbel is Lot zeer gastvrij tegenover de engelen die hem komen bezoeken en dringt hij erop aan dat ze blijven. In de serie zijn de rollen omgedraaid en vragen de engelen of ze mogen blijven. Lot is niet zo gastvrij.
- Lot wil zijn dochters offeren aan hen die proberen de engelen te verkrachten wanneer ze uit Lots huis komen, daar wordt in de serie niets over gezegd.
- Wanneer Abraham zijn zoon Isaak moet offeren aan God doet hij dit in de serie even verder op een berg, in de Bijbel spreekt men van een tocht van drie dagen.
- Sarah realiseert zich dat Abraham haar zoon gaat offeren en gaat hen achterna, dit wordt nergens vermeld in de Bijbel.
- Tijdens het offeren van zijn zoon verschijnt er in Genesis een bok die met zijn hoorn vast hangt aan een tak, in de serie beeldt men een jong lam af met zijn poot vastgebonden aan een tak.

Mozes voert in de aflevering altijd zeer moedig het woord tegen de farao en het volk, terwijl hij in Exodus aan God zegt dat hij geen goede spreker is, waarop God besluit dat zijn broer Aäron het volk en de farao moet aanspreken.
In Mattheüs 4 daagt de duivel Jezus uit om zich van het dak van de tempel te gooien, in The Bible verandert dit naar de top van een berg. Op die berg daagde de satan de Mensenzoon uit om hem te aanbidden.

## Kritiek
De reviews van The Bible zijn wat verdeeld. De serie haalt een gemiddelde score van 44 op 100 reviews van Metacritic.
Een van de meest terugkomende kritieken luidt als volgt: "een ernstige, maar ondiepe interpretatie van het grootste boek ter wereld met slechts middelmatige speciale effecten."

## Vervolg
Op 17 december 2013 werd door NBC bekendgemaakt dat ze ook een vervolg zullen maken op de miniserie. Op 4 februari 2015 werd dit nieuws bevestigd door een trailer met de naam: A.D. The Bible Continues op de wereld los te laten tijdens het wereldberoemde sportevenement The Superbowl in Amerika. De serie zal het vervolg aangaan vanaf de kruisiging van Jezus en zal net zoals zijn voorganger geproduceerd worden door Burnett, Downey en Bedser. Of deze serie ook in andere landen op televisie te zien zal zijn, is nog niet duidelijk.

## Trivia
- Net als bij Gladiator is de muziek gecomponeerd door Hans Zimmer en gezongen door Lisa Gerrard.
- De serie had, alle afleveringen samengeteld, meer dan 100 miljoen kijkers alleen al in de Verenigde Staten.

## Prijzen en nominaties
The Bible was genomineerd voor een Emmy.